# Davide Longo

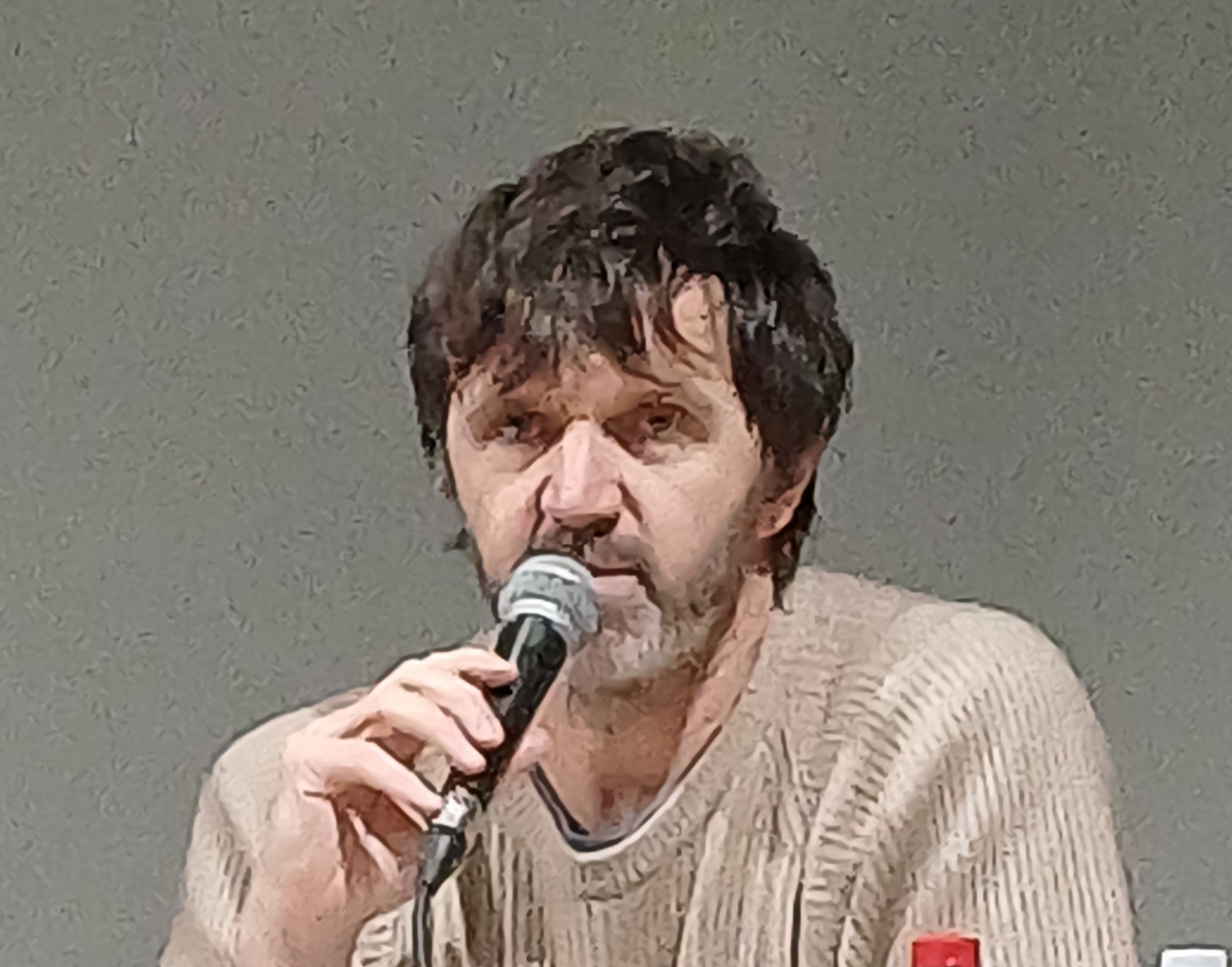
Davide Longo (2024)

Davide Longo (* 1971 in Carmagnola bei Turin, Italien) ist ein italienischer Schriftsteller.

## Leben
Davide Longo wurde 1971 in Carmagnola geboren. Er lebt und arbeitet in Turin, wo er an der Literatur-Hochschule Scuola Holden Schreiben unterrichtet. Während seines Studiums an ebendieser Hochschule übte Longo verschiedene Nebentätigkeiten wie Kellner, Landarbeiter, Bademeister und Dekorateur aus. Ferner spielte er halbprofessionell Basketball.
2001 veröffentlichte er seinen ersten Roman Un mattino a Irgalem, dessen Handlung im Abessinienkrieg 1936 angesiedelt ist. Mit seinem Debütroman gewann er 2002 den Preis für Erstlingswerke junger Autoren („Premio Giovane Autore Esordiente“) im Rahmen des Premio Grinzane Cavour sowie den „Premio Via Po“. Im selben Jahr veröffentlichte er das Kinderbuch Il laboratorio di Pinot.
Im Jahr 2004 erschien sein zweiter Roman Il mangiatore di pietre, der 2005 mit dem „Premio Bergamo“ und dem „Premio Viadana“ ausgezeichnet wurde. Der Roman wurde zu einem gleichnamigen Film mit Luigi Lo Cascio in der Hauptrolle verarbeitet, für den Longo selbst das Drehbuch schrieb. Der Film kam im Juli 2019 in die Kinos und wurde im selben Jahr auf der XVIII. Ausgabe des Filmfestivals von Porretta Terme („Festival del cinema di Porretta Terme“) präsentiert.
Im Januar 2010 erschien sein dritter Roman L'uomo verticale, mit dem er 2011 den Leserpreis „Premio dei Lettori di Lucca“ gewann. Weitere Anthologien, Kinderbücher und Romane folgten.
Im Jahr 2014 veröffentlichte er mit Il caso Bramard den ersten Kriminalroman seiner erfolgreichen „Bramard-und-Arcadipane“-Reihe, gefolgt von Cosi giocano le bestie giovani im Jahr 2018 und Una rabbia semplice im Jahr 2021. Im Jahr 2022 erschien der vierte Band mit dem Titel La vita paga il sabato, dem 2023 Requiem di provincia folgte. Vier Bände der Reihe erschienen auch auf Deutsch (Stand 2024).
Longo ist außerdem Regisseur von Dokumentarfilmen (Carmagnola che resiste, Memorie dell'altoforno), Autor von Theatertexten (Pietro fuoco e cobalto, Il lavoro cantato, Ballata di un amore italiano, About Fenoglio) und Radioautor für Radio Rai (Centolire, Luoghi non comuni). Er schrieb zudem Beiträge für Printmedien wie La Repubblica, Avvenire, Donna, GQ und die niederländische Zeitung Nrc.next.

## Veröffentlichungen
- Riga di sax (Le schegge d'oro). Gedichte. 1997.
- Un mattino a Irgalem. Marcos y Marcos, Mailand 2001, ISBN 88-7168-322-6.
- Il mangiatore di pietre. Fandango libri, Mailand 2004, ISBN 88-7168-416-8.
  - deutsch: Der Steingänger. Klaus Wagenbach, Berlin 2007, ISBN 978-3-8031-3208-6.
  - Verfilmung: Il mangiatore di pietre. Italien 2018, Regie und Drehbuch Nicola Bellucci.
- Racconti di montagna, Einaudi, Turin 2007.
- Il signor Mario, Bach e i Settanta, Keller, 2010.
- L'uomo verticale, Fandango libri, Mailand 2010, ISBN 978-88-6044-137-9.
  - deutsch: Der aufrechte Mann. Aus dem Italienischen von Barbara Kleiner. Rowohlt Verlag, Reinbek bei Hamburg 2012, ISBN 978-3-498-03935-6.[4]
- Ballata di un amore italiano, Feltrinelli, Mailand 2011.
- Maestro Utrecht, Mailand 2016, ISBN 978-88-99253-21-9.

### Krimiserie mit Bramard und Arcadipane
- Il caso Bramard, Feltrinelli, Mailand 2014.
  - deutsch: Der Fall Bramard. Aus dem Italienischen von Barbara Kleiner. Rowohlt Verlag, Hamburg 2015, ISBN 978-3-498-03938-7.
- Così giocano le bestie giovani, Feltrinelli, Mailand 2018, ISBN 978-88-07-03299-8.
  - deutsch: Die jungen Bestien. Aus dem Italienischen von Barbara Kleiner. Rowohlt Verlag, Hamburg 2021, ISBN 978-3-498-03946-2.
- Una rabbia semplice, Einaudi, Turin 2021, ISBN 978-88-06-24814-7.
  - deutsch: Schlichte Wut. Aus dem Italienischen von Barbara Kleiner. Rowohlt Verlag, Hamburg 2022, ISBN 978-3-498-00280-0.
- La vita paga il sabato, Einaudi, Turin 2022, ISBN 978-88-06-25278-6.
  - deutsch: Am Samstag wird abgerechnet. Aus dem Italienischen von Barbara Kleiner und Felix Mayer. Rowohlt Verlag, Hamburg 2024, ISBN 978-3-498-00371-5.
- Requiem di provincia, Einaudi, Turin 2023, ISBN 978-88-06-25934-1.
  - deutsch: Ländliches Requiem. Aus dem Italienischen von Barbara Kleiner und Felix Mayer. Rowohlt Verlag, Hamburg 2025, ISBN 978-3-498-00733-1.

### Kinderbücher
- La vita a un tratto. Storia di Pietro., Corraini edizioni, Mailand 2006, ISBN 978-88-7570-038-6.
- E più non dimandare, Corraini edizioni, Mailand 2007 (mit Illustrationen von Valerio Berruti), ISBN 978-88-7570-148-2.
- mit Chiara Carrer: Pirulin senza parole, Corraini edizioni, Mailand 2008, ISBN 978-88-7570-161-1.
- Le nozze di Cana, Effatà, 2014, ISBN 978-88-7402-994-5.
- La montagna pirata, Corraini edizioni, Mailand 2019 (mit Illustrationen von Fausto Gilberti), ISBN 978-88-7570-801-6.
- Flora, fauna e altre vite, Corraini edizioni, Mailand 2019, ISBN 978-88-7570-727-9 (Online)
- Montagna si scrive stampatello, Salani, 2023, ISBN 978-88-310-1567-7.
- Breve storia che ogni bambino può leggere a un vignaiolo indipendente e viceversa, Corraini edizioni, Mailand 2023, ISBN 979-12-5493071-7.
- Il gioco della salamandra, Mondadori, 2024, ISBN 978-88-04-77486-0.

### Erzählungen
- Scritture giovani, Corraini edizioni, Mailand 2002.
- Dieci decimi (10 Erzählungen, Holden Maps, 2003)
- Schema libero (20 Erzählungen über den Weltfußball, Gazzetta dello Sport, 2003)
- FAQ domande e risposte sulla narrazione (Holden Maps, 2004)
- Deandreide (14 Erzählungen über Fabrizio De Andrè, Bur, 2006)
- La passione del racconto. Sei autori per il Sacro Monte di Varallo (Holden Art, 2008)
- Era l'anno dei Mondiali (Anthologie, Corriere della Sera, 2010)
- Di Orta un Po. Scrittori torinesi in riva al lago (Anthologie, Interlinea, 2011)
- Ti vengo a cercare. Interviste impossibili (Einaudi, 2011)

## Preise und Auszeichnungen
- 2002: „Premio Giovane Autore Esordiente“
- 2002: „Premio Via Po“
- 2005: „Premio Bergamo“
- 2011: „Premio dei Lettori di Lucca“
- 2024: Prix du polar européen[5]

(Italien)